# Sébastien Le Camus
Sébastien Le Camus (* um 1610; † im März 1677 in Paris) war ein französischer Komponist, Gambist und Theorbenspieler.

## Leben und Wirken
Sébastien Le Camus war ab dem Beginn der 1640er Jahre Musiker am Hof Ludwig XIII. Ab 1648 stand er als „Intendant de musique“ in den Diensten des Herzogs von Orléans, einem Bruder des Königs. 1660, nach der Heirat Ludwig XIV. mit Maria Teresa von Spanien wurde er Maitre de la Musique der jungen Königin. 1661, nach dem Tode von Louis Couperin, erhielten er und der Gambist Nicolas Hotman die Titel des Ordinaire de la musique de la chambre du roi. Als Mitglied der Grande Bande nahm er an zahlreichen repräsentativen Aufführungen unter Jean-Baptiste Lully teil.
Bis zu seinem Tod im Jahre 1677 führte er ein Leben im Wohlstand, sammelte Bücher, Gemälde und Musikinstrumente. Er wohnte mit seiner Geliebten Marthe Haincque de Saint-Jean, einer Sängerin, für die er Frau und Kind verließ, in einem großen Appartement im Grand Arsenal.
Le Camus gehörte zu den profiliertesten Komponisten des Hofes, einige seiner etwa 30 Air de cour und Air à boire erschienen zwischen 1656 und 1703 in vom Verlagshaus Ballard herausgegebenen Anthologien. Er selbst veröffentlichte nichts zu seinen Lebzeiten. Erst sein Sohn Charles Le Camus veröffentlichte ein Jahr nach dem Tod des Vaters eine Sammlung von 32 Airs à deux et trois Parties zu Gedichten von Philippe Quinault. Die Kunst des Le Camus zeigt eine große Freiheit im Umgang mit der Melodie in der Stimme, die oft unabhängig von der Generalbasslinie verläuft.
Charles Le Camus erbte die Anstellungen seines Vaters, die er drei Jahre später verkaufte.